# Thomas Laybourn

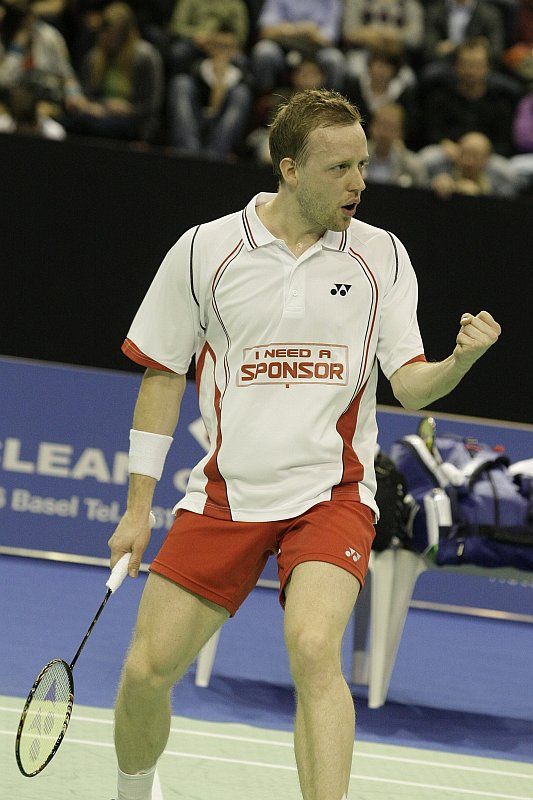
Thomas Laybourn bei den Wilson Swiss Open 2010

Thomas Laybourn (* 30. September 1977 in Kopenhagen) ist ein dänischer Badmintonspieler.

## Karriere
Thomas Laybourn gewann 2006 den Europameistertitel im Mixed mit Kamilla Rytter Juhl. Mit Rytter Juhl siegte er auch bei der Weltmeisterschaft 2009 im Mixed. Bei den Olympischen Spielen 2008 wurde er dagegen nur Fünfter im Mixed.

## Erfolge
- Dutch Open
  - Sieger: 2004 (Mixed mit Kamilla Rytter Juhl)
- All England
  - Finalist : 2005 (Mixed mit Kamilla Rytter Juhl)
- Thailand Open
  - Finalist : 2005 (Mixed mit Kamilla Rytter Juhl)
  - 3. Platz (2): 2006 (Mixed mit Kamilla Rytter Juhl)
- Sudirman Cup
  - 3. Platz : 2005
- Malaysia Open
  - Viertelfinale : 2005 (Mixed mit Kamilla Rytter Juhl)
- Denmark Open
  - Sieger : 2005 (Mixed mit Kamilla Rytter Juhl)
  - Finalist: 2006 (Mixed mit Kamilla Rytter Juhl), 2008 (Mixed mit Kamilla Rytter Juhl)
- Badminton-Mannschaftseuropameisterschaft
  - Sieger: 2006, 2008
- Badminton-Europameisterschaft
  - Sieger: 2006 (Mixed mit Kamilla Rytter Juhl), 2010 (Mixed mit Kamilla Rytter Juhl)
- Macau Open
  - Sieger : Macau Open 2006 (Mixed mit Kamilla Rytter Juhl)
- Korea Open
  - Finalist : 2007 (Mixed mit Kamilla Rytter Juhl)
  - 3. Platz : 2006 (Mixed mit Kamilla Rytter Juhl)
- Copenhagen Masters
  - Sieger : 2006 (Mixed mit Kamilla Rytter Juhl)
- Japan Open
  - 3. Platz : 2007 (Mixed mit Kamilla Rytter Juhl)
- Taiwan Open
  - Finalist : 2007 (Mixed mit Kamilla Rytter Juhl)
- French Open
  - 3. Platz : 2007 (Mixed mit Kamilla Rytter Juhl)
- Indonesia Open
  - Finalist : 2008 (Mixed mit Kamilla Rytter Juhl)
- China Open
  - 3. Platz : 2008 (Mixed mit Kamilla Rytter Juhl)
- Hong Kong Open
  - 3. Platz : 2008 (Mixed mit Kamilla Rytter Juhl)
- BWF Super Series Finals
  - Sieger : 2008 (Mixed mit Kamilla Rytter Juhl)
- Badminton-Weltmeisterschaft
  - Sieger: 2009 (Mixed mit Kamilla Rytter Juhl)